# Cerite-(La)
La cerite-(La) è un minerale.

## Etimologia
Il nome è in riferimento alla composizione chimica: è un minerale a base di cerio con prevalenza di lantanio.